# 指宿警察署
指宿警察署（いぶすきけいさつしょ）は、鹿児島県警察が管轄する警察署の一つである。

## 管轄区域
- 鹿児島県指宿市

## 所在地
- 〒891-0311 鹿児島県指宿市西方1602番地1

## 組織
- 署長
- 副署長
- 警務課
- 会計課
- 生活安全刑事課
- 地域課
- 交通課
- 警備課

## 交番
| 交番     | 所在地   | 所在地       |
| 交番     | 市町村名 | 町・字名     |
| -------- | -------- | ------------ |
| 指宿中央 | 指宿市   | 湯の浜一丁目 |
| 指宿南   | 指宿市   | 山川福元     |

## 警察官駐在所
| 警察官駐在所 | 所在地   | 所在地   |
| 警察官駐在所 | 市町村名 | 町・字名 |
| ------------ | -------- | -------- |
| 池田         | 指宿市   | 池田     |
| 岩本         | 指宿市   | 岩本     |
| 開聞         | 指宿市   | 開聞十町 |